# Felix zu Schwarzenberg

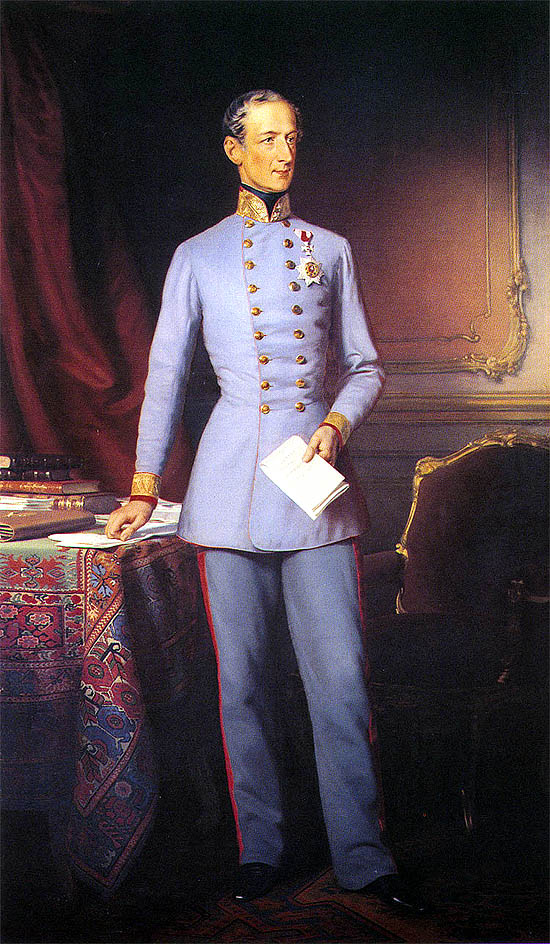
Felix zu Schwarzenberg

Felix Ludwig Johann Friedrich Fürst zu Schwarzenberg (Krummau, 2 oktober 1800 – Wenen, 5 april 1852) was een Oostenrijks politicus en diplomaat.

## Leger en diplomatie
Hij was de zoon van Joseph zu Schwarzenberg en broer van kardinaal Friedrich Johannes Jacob Cölestin zu Schwarzenberg. Van 1818 tot 1824 diende hij het leger van Oostenrijk, daarna trad hij in de diplomatieke dienst. Hij kreeg in 1826 een functie in Londen, die hij vanwege zijn schandaleuze affaire met Lady Jane Ellenborough al in 1827 moest opgeven. Van Londen ging hij naar Brazilië en daarna was hij werkzaam bij de ambassades in Parijs, Berlijn, Turijn, Parma en sinds 1846 in Napels, waar hij het centrum van een sterk absolutistisch bolwerk was. Na het uitbreken van de revoluties van 1848 diende hij korte tijd als militair in Italië.

## Politiek
Hij werd, na het neerslaan van de Weense Oktoberopstand, in november 1848 door keizer Ferdinand I tot premier en minister van Buitenlandse Zaken benoemd. Met zijn zwager Alfred Windisch-Graetz bewerkstelligde hij nog datzelfde jaar het aftreden van de zwakzinnige keizer ten gunste van diens 18-jarige neef Frans Jozef I. Hij liet in 1849 met diens toestemming de opstand in Hongarije met hulp van Rusland neerslaan en het leger de Rijksdag van Kremsier uiteenjagen. In de door de revoluties verzwakte Donaumonarchie voerde hij met minister van Binnenlandse Zaken Alexander von Bach een streng autoritair en centralistisch regime. Met nationalistische afscheidingsbewegingen rekende hij meedogenloos af.
Het Pruisische streven naar hegemonie in klein-Duitsland wist hij - wederom met hulp van Rusland - in het Verdrag van Olmütz (1850) te beknotten. Hij kon echter opname van geheel Oostenrijk in de Duitse Bond en toetreden tot de Zollverein niet bewerkstelligen. Fürst zu Schwarzenberg werd in 1850 de eerste kanselier van de Frans Jozef-Orde. In 1852 stierf hij plotseling aan een beroerte.